# Фантастична драматургія

Постер фільму «Фантастичні звірі і де їх шукати», листопад 2016 року

Фантастична драматургія (англ. speculative drama) — різновид фантастичної літератури (наукової фантастики, фентезі та фантастики жахів), яка використовує драматургічну форму.
За найкращий подкаст в області фантастичної драматургії щорічно вручається премія «Парсек» у 2 номінаціях: коротка фантастична аудіо-п'єса і довга фантастична аудіоп'єса.

## Визначення
Фантастична драматургія характеризується двома ознаками: драматургія та фантастика. Фантастика — це один з різновидів художньої літератури, в якій ідеї та образи будуються виключно у вигаданому автором чудовому світі, на зображенні дивного і неправдоподібного. Не випадково поетика фантастичного пов'язана з подвоєнням світу, його розчленуванням на реальне і придумане. Фантастична образність притаманна таким фольклорним і літературним жанрам, як казка, епос, алегорія, легенда, гротеск, утопія, сатира.
Як драматургія вона вживається у двох значеннях:
1. Один з трьох основних родів літератури (поряд з епосом і лірикою). Володіє своїми, властивими тільки їй особливостями архітектоніки, композиції, розробки характерів і т. д. В теорії і практиці театру, а також літературознавства часто замінюється синонімом «драма» (наприклад, «теорія драми»).
2. Сукупність літературних творів (як правило, написаних для постановки на сцені), структурованих за тією чи іншою ознакою (драматургія Шекспіра; драматургія Ренесансу, драматургія для дітей тощо).
У поєднанні цих двох понять: драматургія та фантастика утворюється жанр фантастична драматургія.
Таким чином фантастична драматургія — це:
1. Твори з фантастичною основою спеціально написані для театру, в стилі драми, або
2. Літературні фантастичні твори, структуровані, чи адаптовані для сцени.

## Історія
Попередниками фантастичної драматургії (а точніше фентезі) були давньогрецькі вистави за мотивами міфів такі як Елевсінські містерії та середньовічні містерії за релігійними мотивами (наприклад масштабна «Містерія страстей» 1547 року в бургундському місті Валансьєнн). Вже в наш час були поставлені вистави за мотивами: «Снігуронька» О. Островського, «Собаче серце», «Фатальні яйця» Булгакова, «Франкенштейн» Мері Шеллі, театральні адаптації «Марсіанські хроніки» і «451 за Фаренгейтом» Рея Бредбері, сценічні втілення романів Террі Пратчетта циклу «Дискосвіт», сатирична комедія Володимира Маяковського «Клоп», п'єси Євгенія Шварца і Григорія Горіна, п'єса за мотивами Олександра Волкова «Чарівник Смарагдового міста», Лазаря Лагіна «Старий Хоттабич», п'єса «Хазяйка Мідної гори» за творами Павла Бажова, мюзикл «Хлопчик з країни Оз», комедія на 2 дії за мотивами п'єси А. Б. Стругацьких «Невеселі розмови при свічках», вистава за мотивами книги-хоррора Сьюзен Хілл «Жінка в чорному», фентезійний мюзикл «Зла» по книзі Грегорі Макгвайра (вільне перекладення «Чарівника країни Оз»), мюзикл «Джекіл і Хайд» за мотивами знаменитого твору Роберта Луїса Стівенсона і балет «Чарівний горіх» (аналог «Лускунчика»).

## Розвиток
Мітіо Каку у своїй книзі «Фізика неможливого», посилаючись на Володимира Набокова, згадав п'єсу Шекспіра «Буря» як твір, який багато в чому нагадує науково-фантастичний твір, а також згадав науково-фантастичний фільм «Заборонена планета» 1956 року, як перенесення сюжету шекспірівської п'єси в типовий для сучасної фантастики антуражТрадиція радянської фантастичної драматургії сходить до В. Брюсова, А. Н. Толстого, В. Маяковського. На фантастичному допущенні побудована фабула п'єс М. О. Булгакова «Адам і Єва», «Блаженство» і «Іван Васильович».

## Особистості
Зв'язок фантастики і драматургії проявляється і на рівні акторів: Г'ю Джекмен, який зіграв Логана в «Людях Ікс», бере участь у бродвейському мюзиклі «Хлопчик з країни Оз». Ієн Маккеллен, який зіграв Гендальфа в трилогії «Володар перснів», спеціалізується на театральних постановках за Шекспіром і в 2000 році навіть отримав премію імені К. С. Станіславського за театральне мистецтво.
Одним із піонерів науково-фантастичної драматургії був Карел Чапек: його п'єса 1921 року «R. U. R.» ввела в популярну культуру слово робот, яке має слов'янські корені, популярністю користуються і інші фантастичні п'єси автора, такі як «Засіб Макрополуса» (1922; чеський композитор Леош Яначек написав на сюжет п'єси однойменну, оперу вона також стала основою радянського фільму «Рецепт її молодості» (або «Біла хвороба»), що була екранізована 1936, 1937 року.

## Приклади поєднання фантастики та драматургії
За романом Роберта Луїса Стівенсона «Химерна пригода з доктором Джекілом та містером Гайдом» був поставлений мюзикл «Джекіл і Гайд» (Jekyll & Hyde), він також отримав безліч киновтілень.
На думку Е. ВіктороваШаблон:Хто це?, науково-фантастична драматургія — це практично неосвоєний жанр у російській літературіШаблон:Нащо це?. На його думку, п'єси Євгенія Шварца відносяться одночасно до казки, фантастики і сатири.
Деякі фантастичні п'єси:
- Брати Стругацькі («Жиди міста Пітера, або Невеселі розмови при свічках»)
- Олді Генрі Лайон («Другі руки»)
- Станіслав Лем (цикл «Чотири п'єси про професора Тарантогу»[6]).

Існує спроба бібліографії, де зібрано 547 творів драматургічної форми, що мають елементи фантастичного.